# Звенигород (Чортківський район)
Звени́город — село в Україні, у Бучацькій міській громаді Чортківського району Тернопільської області. Розташоване на річці Стрипа, у центрі району.

## Історія

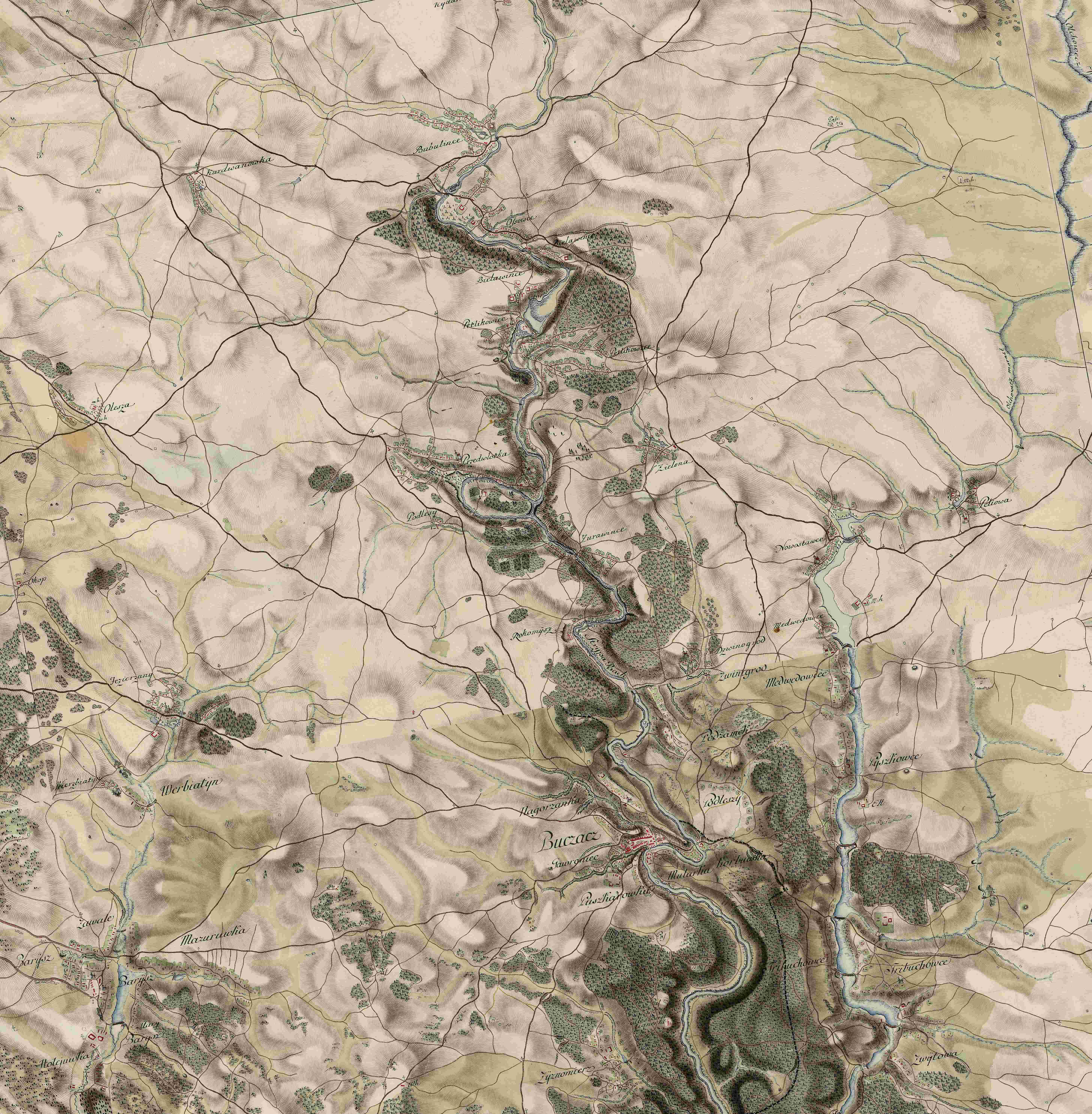
Звенигород на мапі фон Міґа, XVIII ст.

Поблизу Звенигорода виявлено археологічні пам'ятки трипільської та давньоруської культур. У південній частині села, на правому березі безіменного потічка було виявлено трипільське поселення IV — ІІІ тис. до н. е. У сьогодні на своїх присадибних ділянках мешканці тієї частини села знаходять фрагменти керамічного посуду, прясельця, антропоморфні статуетки (берегині). Ці факти поселення трипільців були ще раз підтверджені в 2005 році, коли почали будувати об'їздну дорогу поблизу Бучача. Тут працювало декілька археологічних експедицій з Тернополя, Львова, Києва. Ними на місці будівництва об'їздної дороги (на південній околиці села) встановлено декілька місць поселень трипільців.
Виявлене поблизу села давньоруське городище на думку Л. Махновця могло бути столицею першого уділу князя Івана Бирладника.
У середині XVIII ст. Стефан Александер Потоцький передав село у власність Бучацькому монастирю оо. Василіян, монахи якого отримали право вільно молоти збіжжя на млині у Звенигороді, вільно рубати ліс коло цього села для опалення, вільно ловити рибу в Стрипі, мати пасіку, не платити з неї десятину.
Під час хліборобського страйку на Бучаччині (1902) у селі перебували австро-угорські піхотинці.
У 1920—1939 рр. у громаді села Звенигорода існували: читальна «Просвіти», Народний Дім, кооператива, крамниця та молочарня, Товариство «Луг», аматорський гурток, хор, гурток товариства «Сільський Господар», секція господинь, дитячий садок. Була початкова школа з польською мовою навчання.
За нацистської окупації в селі 1941—1944 років ліквідували все єврейське населення. Упродовж 1944−1945 років поляки-мешканці села (55 % усіх жителів[джерело?]) виїхали на історичну батьківщину в рамках політики обміну населенням, а у Звенигороді поселились українці, які проживали на території, яку після Другої світової війни передали Польщі, зокрема із сіл Кописна, Лодинки та інших у Надсянні.
12 червня 2020 року, відповідно до розпорядження Кабінету Міністрів України № 724-р «Про визначення адміністративних центрів та затвердження територій територіальних громад Тернопільської області» увійшло до складу Бучацької міської громади.
19 липня 2020 року, в результаті адміністративно-територіальної реформи та ліквідації Бучацького району, увійшло до складу новоутвореного Чортківського району.
З 11 грудня 2020 р. належить до Бучацької міської громади.

## Політика

### Парламентські вибори, 2019
На позачергових парламентських виборах 2019 року у селі функціонувала окрема виборча дільниця № 610182, розташована у приміщенні клубу.
Результати
- зареєстровано 615 виборців, явка 73,98%, найбільше голосів віддано за «Слугу народу» — 33,48%, за Всеукраїнське об'єднання «Батьківщина» — 18,28%, за «Голос» — 13,00%.[7] В одномандатному окрузі найбільше голосів отримав Микола Люшняк (самовисування) — 40,76%, за Ігоря Сопеля (Слуга народу) — 19,15%, за Степана Брацюня (Конгрес українських націоналістів) — 9,58%[8].

## Соціальна сфера
Діють загальноосвітня школа І-ІІ ступенів, клуб, бібліотека, ФАП. У жовтні 2015 року добудовано дитячий садок, який пустував кілька десятиліть. Його будували виключно за кошти Підзамочківської сільської ради, допомогу в будівництві (побутову техніку, бетонні кільця для облаштування криниці) надав Петро Гадз.

## Пам'ятки
- Церква Введення в храм Пресвятої Богородиці (1923, ПЦУ). Підірвана в роки Другої світової війни. Відновлена в 1989 році.
- Церква Введення в храм Пречистої Діви Марії (2002, УГКЦ).
- Костел святого Йосафата[d], побудований у 1934 році в часи санаційного режиму в рамках політики спольщення Галичини. Після Другої світової війни його закрили та влаштували склад мінеральних добрив. У роки Незалежності України споруду віддали малочисельній римо-католицькій громаді та встановили всередині риштування для проведення ремонту.
- Хрест на честь скасування панщини. Знищений у 1970 –х роках. Відновлений з іншого матеріалу та в іншій формі в 1992 році.
- Каплиця Божої Матері Зарваницької (мурована). Споруджена в 2002 році за межами села — при в'їзді з автодороги Тернопіль — Бучач на кошти парафіян і подорожуючих.
- Церква Введення в Храм Пречистої Діви Марії (УГКЦ). Побудована в 2002 році.
- Каплиця Введення в Храм Пречистої Діви Марії. Збудована в 2006 р. на місці розібраної дерев'яної з кінця ХІХ ст.

## Персоналії

### Працювали
- Козак Микола Михайлович — український педагог, історик, краєзнавець, працював учителем історії в місцевій школі.
- Василь Лімниченко — український священник (УГКЦ), громадський діяч, письменник, публіцист, перекладач, працював священником (1927–1944) у місцевій церкві.

## Світлини

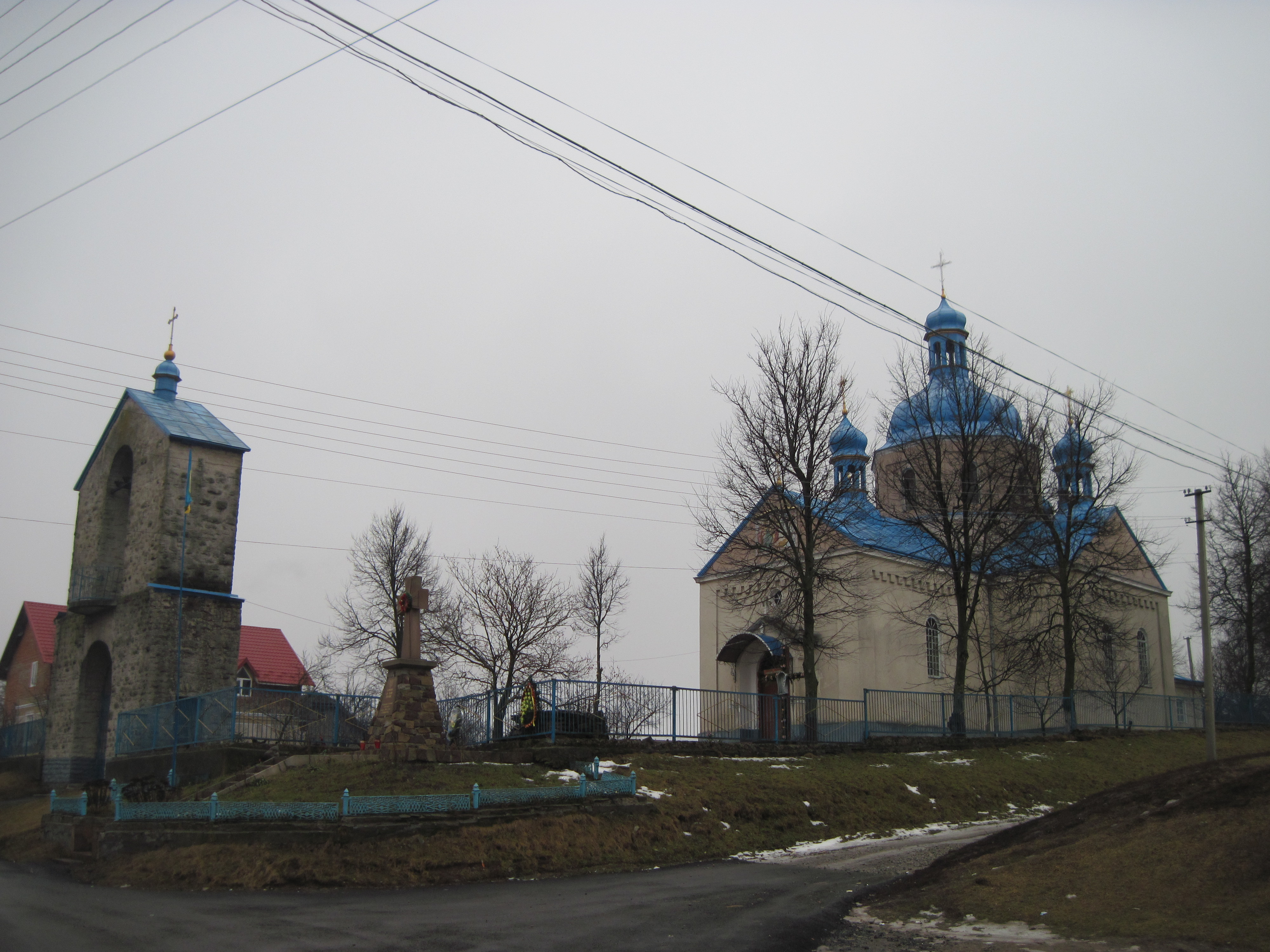
Церква
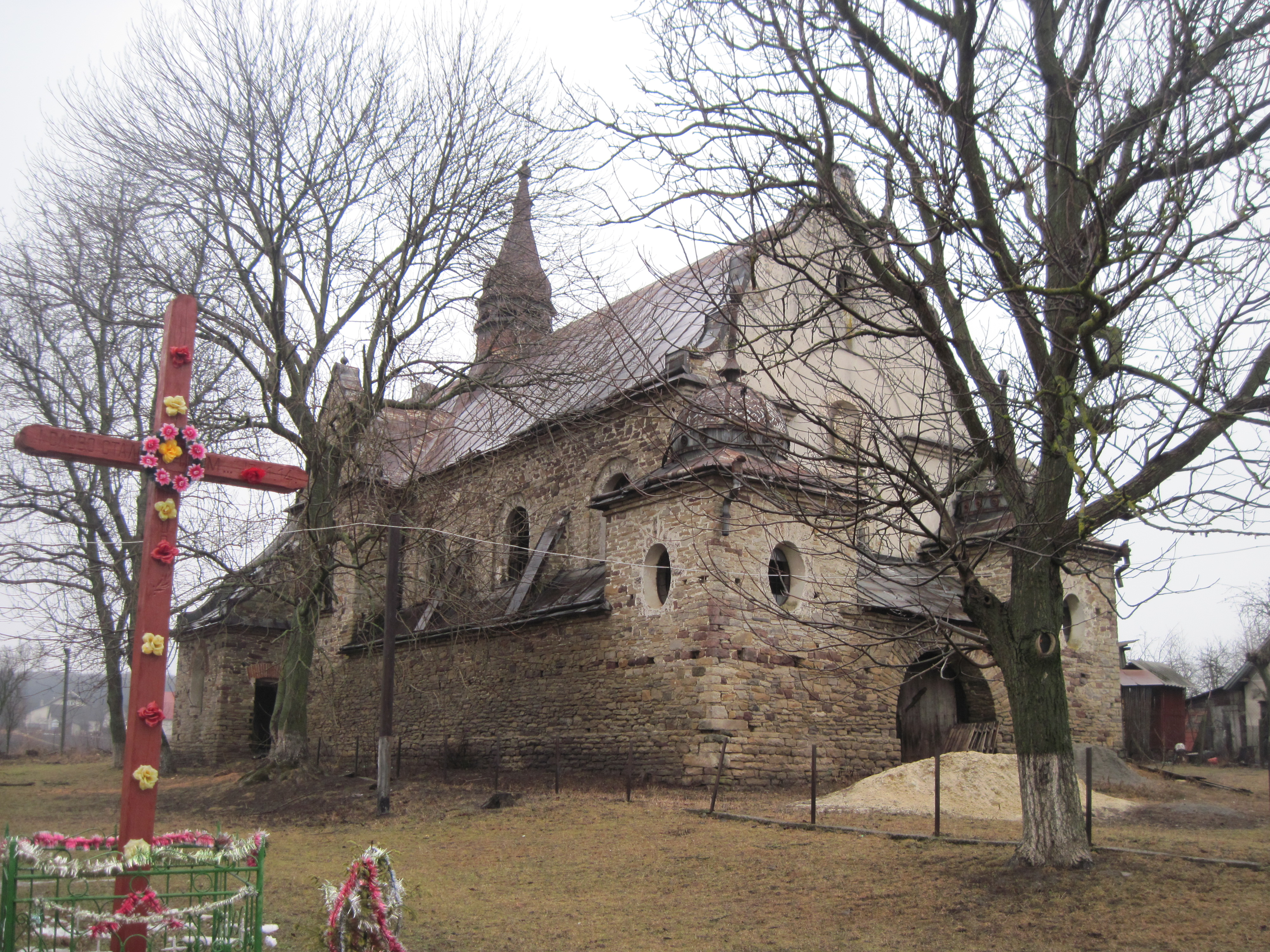
Костел, 2015
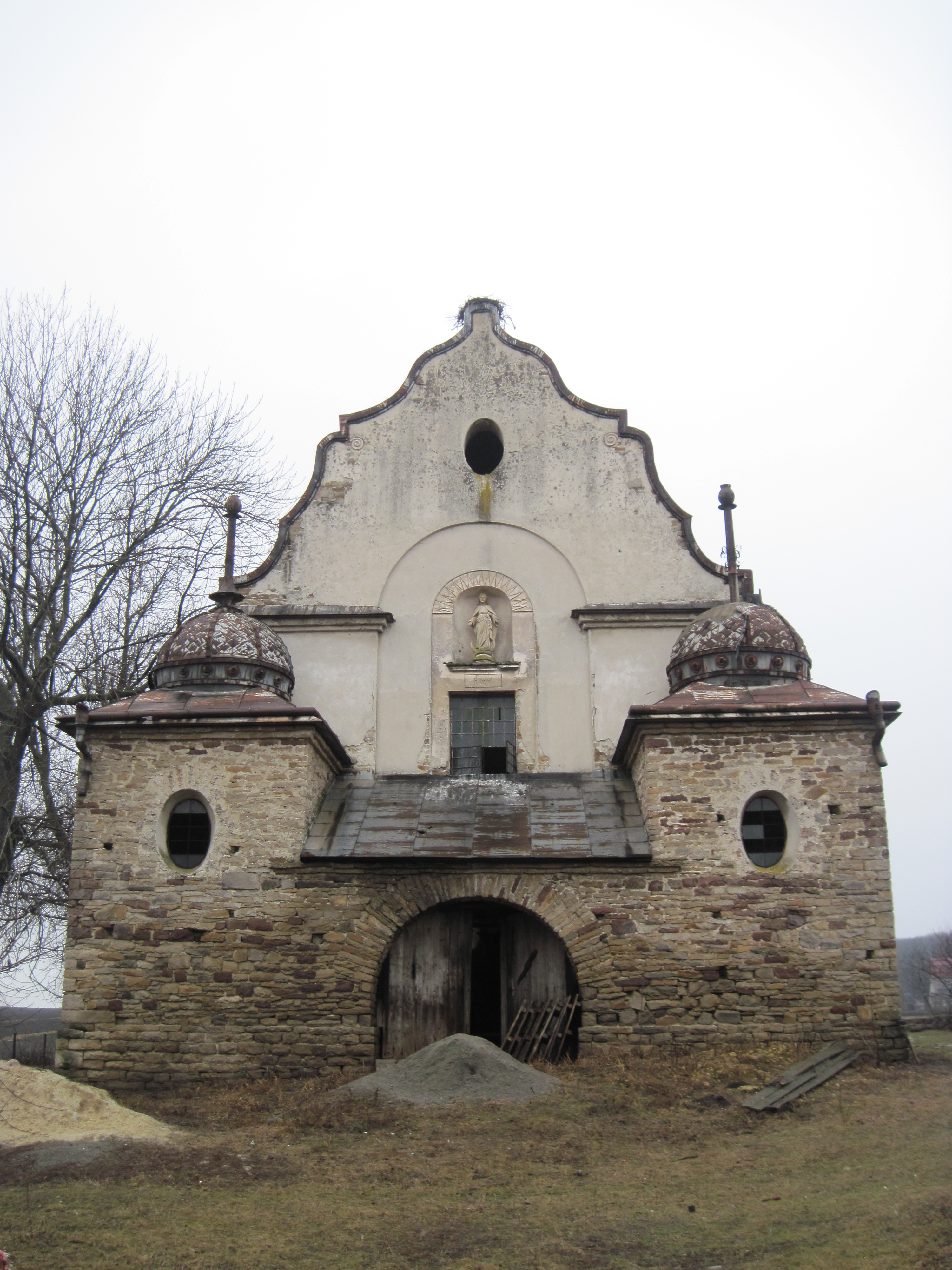
Костел, 2015
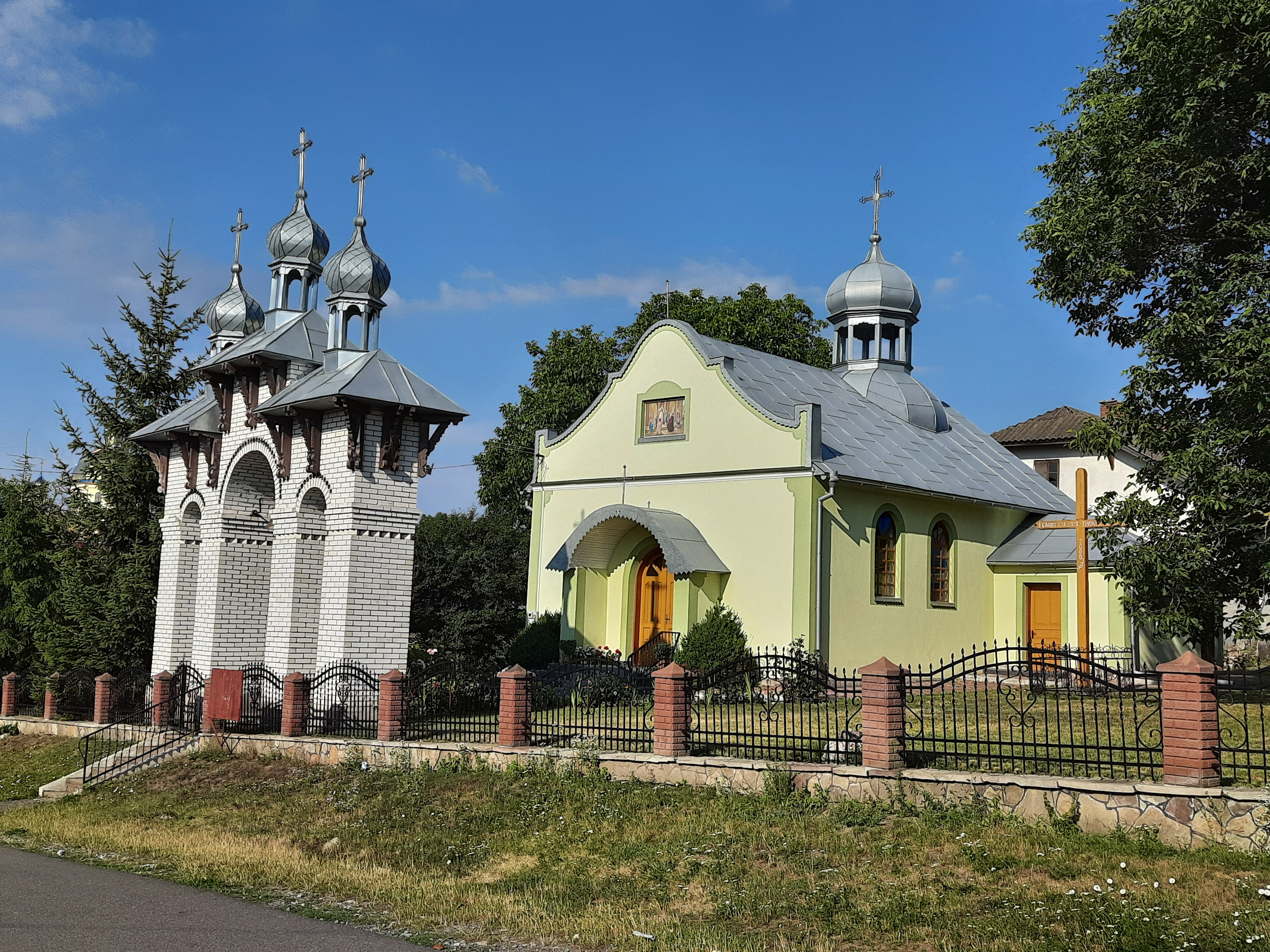
Церква Введення в Храм Пречистої Діви Марії (УГКЦ). 2002р.
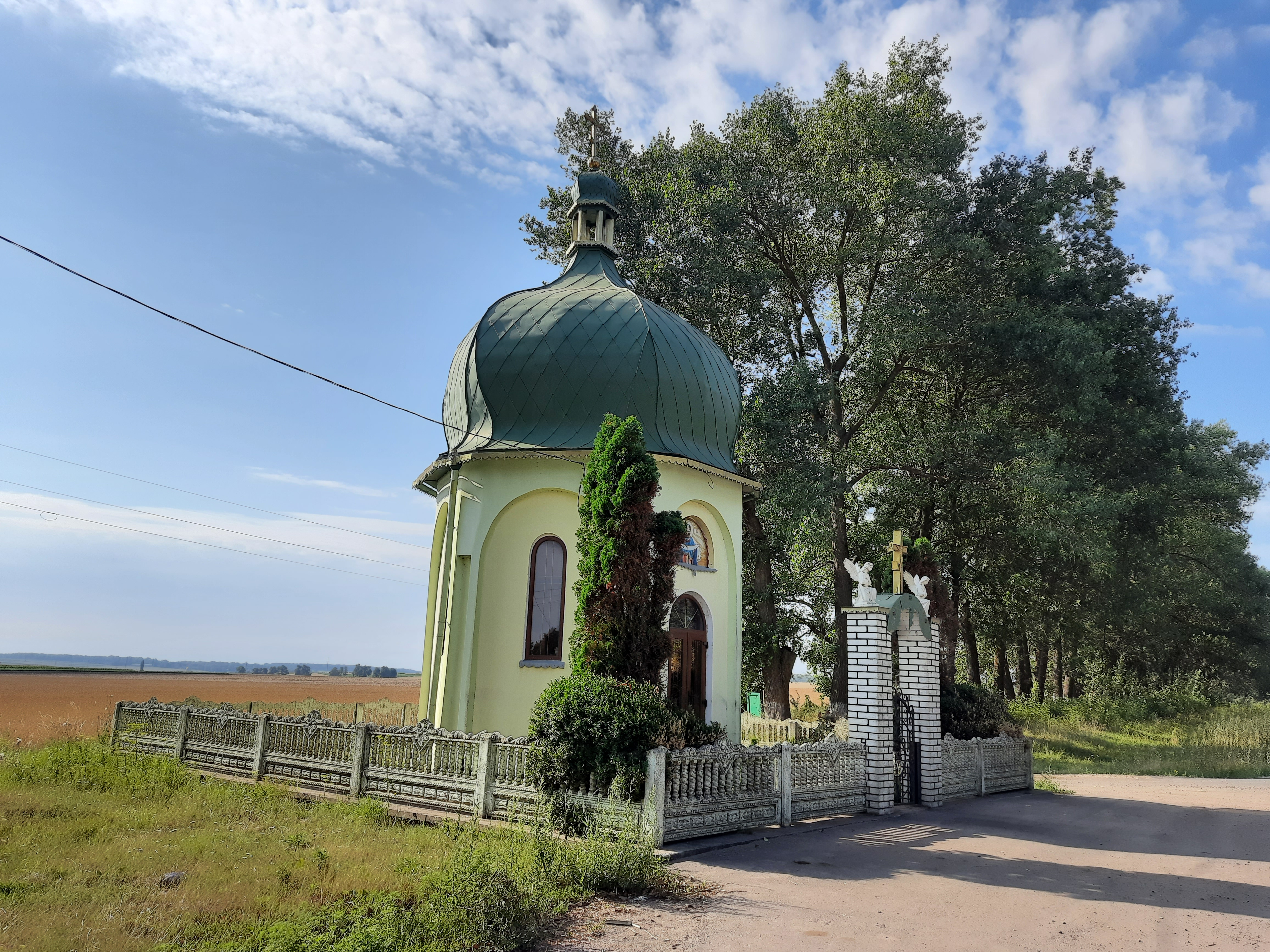
Капличка на околиці села